# Rhythm and Weep
Rhythm and Weep (br.: Ao compasso da música) é um filme curta-metragem estadunidense de 1946, dirigido por Jules White. É o 95º de um total de 190 filmes da série com os Três Patetas produzida pela Columbia Pictures entre 1934 e 1959.

## Enredo
Os Três Patetas são músicos fracassados que são expulsos de todos os teatros em que tentam se apresentar com seus números. Sem alternativa, eles optam pelo suicídio e sobem no alto de um grande prédio com a intenção de saltarem. Ao chegarem no lugar escolhido para os saltos, eles encontram três dançarinas que também não conseguem trabalhar e estão prestes a pular para se matarem. Os casais imediatamente se apaixonam mas mesmo assim vão pular quando ouvem os acordes de uma música tocada ao piano. Eles procuram saber de onde vem o som e conhecem um homem que se diz milionário (Jack Norton) e que se escondera ali pois seus parentes não gostam que ele toque piano. Ele conta que escrevera um musical e está em busca de atores talentosos para a apresentação. Os Patetas e as moças mostram suas habilidades e o milionário concorda em contratá-los por uma boa quantia em dinheiro. Nesse momento chegam enfermeiros e o milionário se revela como um paciente louco. Desesperados por esse desfecho, os Patetas também sofrem de um surto de loucura e começam a bater incessantemente as cabeças contra a parede e outras coisas.

## A doença de Curly
Rhythm and Weep foi filmado no período final da carreira de Curly Howard como comediante. Aos 42 anos de idade ele sofrera uma série de pequenos derrames antes desse filme, o que prejudicara sua atuação. Em Rhythm and Weep, ele tinha perdido peso e seu antigo rosto de bebê já apresentava sinais da debilidade.
Enquanto o diretor Edward Bernds tentava contornar as deficiências de Curly, Jules White preferia trocar as falas dele com Larry. Nessa produção, de fato Curly não conseguia se lembrar dos diálogos durante as cenas. Para conseguir dar continuidade à produção, Moe dizia as falas e Curly as repetia diante da câmera. O futuro genro de Moe Norman Maurer esteve presente durante as filmagens e confirmou os problemas de Curly (tradução aproximada): "Ele tinha dificuldades com a coordenação e numa cena em que Moe deveria ter recebido pílulas em sua boca (cena do consultório médico) por causa dos problemas dele isso foi trocado e Moe colocou as pílulas dentro da boca de Curly". 